# 1990 en Algérie
Chronologie de l’Algérie
- 1986
- 1987
- 1988
- 1989
- 1990
- 1991
- 1992
- 1993
- 1994

Cet article présente les faits marquants de l'année 1990 en Algérie ou relatifs à l'Algérie; datation selon le calendrier grégorien.

## Événements
- 20 avril : 100 000 personnes défilent dans les rues de la capitale pour réclamer l’instauration de la charia[1].
- 10 mai : contre manifestation pour contrer la montée de l'intégrisme[2].
- 2 juin : accident minier de Kherzet Youcef[3], . Catastrophe industrielle dans la mine de plomb-zinc de Kherzet Youcef, non loin de la ville d'Ain Azel dans le nord-est algérien. Le drame a coûté la vie à 19 mineurs à la suite d'une arrivée d'eau très importante causant l'inondation de la galerie[4].
- 12 juin : élections communales en Algérie, massivement remportées par le FIS (54,25 % des suffrages, 28 % pour le FLN), parti islamiste. Stupeur dans la société civile et parmi les élites francophones et militaires. Le 22 juillet, Abbassi Madani exige la tenue d’élections législatives anticipées[5].
- 4 septembre : centralisation des services de renseignements au sein d'une nouvelle structure : le Département du Renseignement et de la Sécurité.
- 27 septembre : Ahmed Ben Bella, ancien président algérien en exil depuis 1965, est de retour en Algérie[2].
- 1er novembre : lors de la date anniversaire du déclenchement de la lutte de libération, Abbassi Madani, leader du FIS, refuse de se rendre aux festivités officielles auxquelles il a été invité par le président de République.
- 27 novembre : Les maires FIS remplacent la devise "Par le peuple et pour le peuple" sur la devanture de leur mairie par celle de "Commune islamique". Parallèlement, ils exigent la fermeture de toute fabrique de boissons alcoolisées, l'interdiction de la consommation de boissons alcoolisées et des poursuites judiciaires contre les consommateurs.
- 26 décembre : une loi sur la « généralisation de la langue arabe » est votée au parlement[2].
- 27 décembre : 400 000 sympathisants du Front des Forces Socialistes défilent à Alger pour défendre la démocratie.

## Sports

### Basket-ball
- Coupe d'Algérie de basket-ball 1989-1990
- Coupe d'Algérie de basket-ball 1990-1991

### Football
- Équipe d'Algérie de football en 1990
- Championnat d'Algérie de football 1989-1990
- Championnat d'Algérie de football 1990-1991
- Championnat d'Algérie de football de deuxième division 1989-1990
- Championnat d'Algérie de football de deuxième division 1990-1991
- Championnat d'Algérie de football de troisième division 1989-1990
- Championnat d'Algérie de football de troisième division 1990-1991
- Coupe d'Algérie de football 1990-1991
- Saison 1989-1990 de l'USM Alger
- Saison 1990-1991 du MO Constantine

### Gymnastique artistique
- Championnats d'Afrique de gymnastique artistique 1990

### Handball
- Championnat d'Algérie masculin de handball 1989-1990

### Judo
- Championnats d'Afrique de judo 1990

## Naissances en 1990
- Naissance en Algérie en 1990

## Décès en 1990
- Décès en Algérie en 1990